# ملالو (كليبر)
ملالو هي قرية في مقاطعة كليبر، إيران. عدد سكان هذه القرية هو 135 في سنة 2006.